# Broyeur de fanes
Pour les articles homonymes, voir Broyeur.

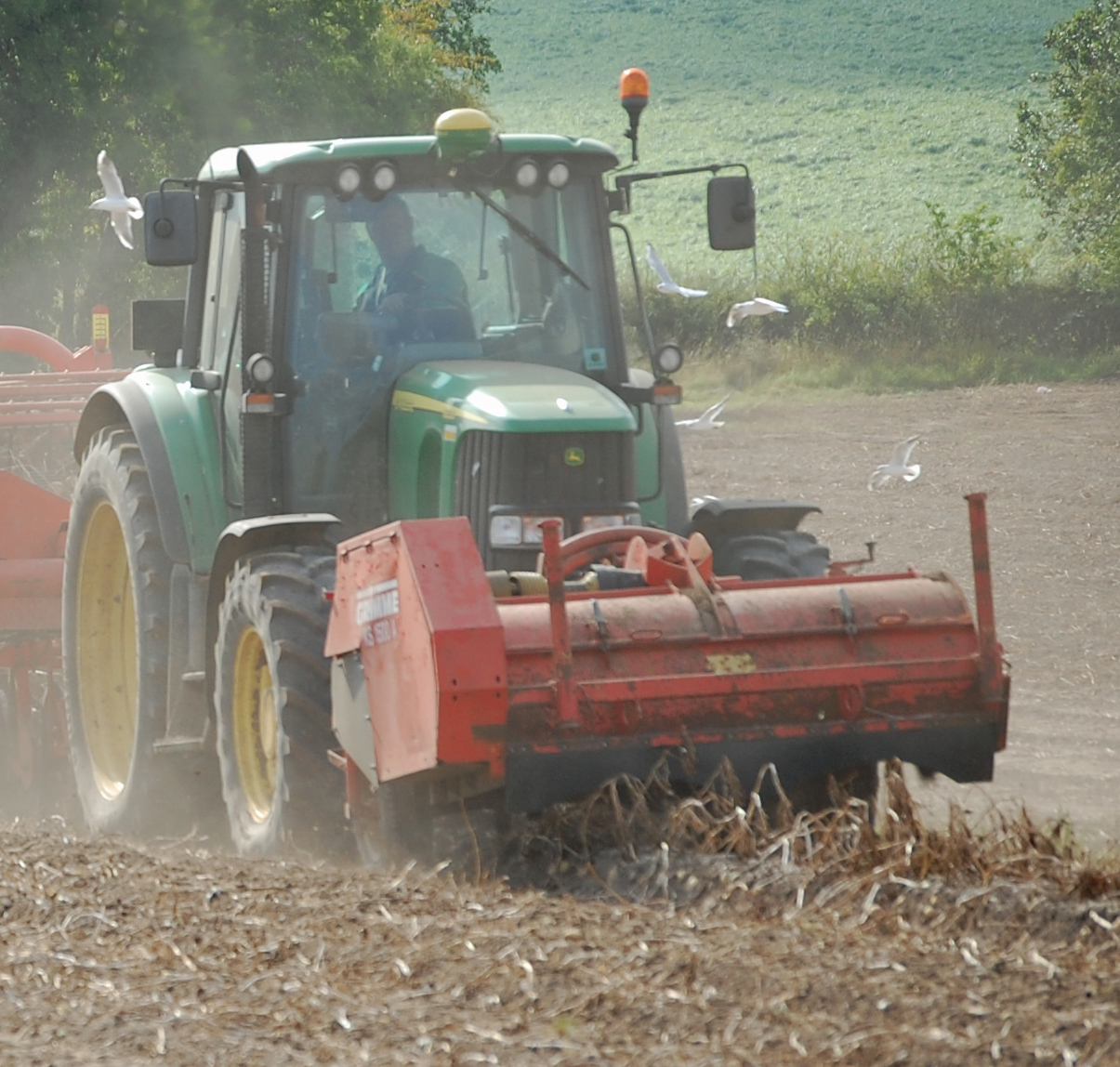
Un tracteur équipé d'un broyeur de fanes.

Le broyeur de fanes est une machine agricole utilisée pour réaliser le défanage mécanique des cultures de pomme de terre avant la récolte des tubercules. C'est un type de broyeur à axe horizontal adapté au profil des billons des pommes de terre.
Les producteurs spécialisés montent souvent un broyeur de fanes à l'avant de leur tracteur tout en attelant une récolteuse de pommes de terre à l'arrière. Les broyeurs de fanes peuvent aussi être montés à l'arrière du tracteur.
Le broyeur de fanes utilisé au moment de la récolte, en complément d'un défanage chimique préalable, présente l'intérêt de faciliter le passage de la récolteuse mécanisée en permettant une meilleure séparation et un avancement plus rapide. Le broyeur de fanes passé environ trois semaines avant la récolte permet, en bloquant la végétation et en limitant la transmission possible de maladies, d'améliorer la qualité de la récolte, avec des tubercules plus mûrs, de calibre plus homogène et plus résistants aux chocs.

## Constructeurs
- Lagarde
- Vigolo
- Maschio
- Serrat